# Женская сборная Болгарии по водному поло
Женская сборная Болгарии по водному поло — национальная ватерпольная команда, представляющая Болгарию на международной арене. Управляющей организацией является Федерация плавания Болгарии (болг. Българска федерация плувни спортове; англ. Bulgarian Swimming Federation).

## Результаты выступлений

### Чемпионаты Европы
| Год       | Место          | И              | В              | Н              | П              | ГЗ             | ГП             | +/-            |
| --------- | -------------- | -------------- | -------------- | -------------- | -------------- | -------------- | -------------- | -------------- |
| 1985—2022 | не участвовали | не участвовали | не участвовали | не участвовали | не участвовали | не участвовали | не участвовали | не участвовали |
| 2024      | 16             | 5              | 0              | 0              | 5              | 39             | 107            | -68            |